# Élections législatives de 2012 dans le Cher
Les élections législatives françaises de 2012 se déroulent les 10 et 17 juin 2012. Dans le département du Cher, non concerné par le redécoupage électoral, trois députés sont à élire dans le cadre de trois circonscriptions.

## Élus
|   | Circonscription | Député sortant       |  | Parti | Député élu ou réélu |  | Parti    |
| - | --------------- | -------------------- |  | ----- | ------------------- |  | -------- |
| = | 1re             | Yves Fromion         |  | UMP   | Yves Fromion        |  | UMP      |
| = | 2e              | Jean-Claude Sandrier |  | PCF   | Nicolas Sansu       |  | FG (PCF) |
| = | 3e              | Louis Cosyns         |  | UMP   | Yann Galut          |  | PS       |

### Résultats à l'échelle du département
| Parti          | Parti                             | Premier tour | Premier tour | Second tour | Second tour | Sièges |  |
| Parti          | Parti                             | Voix         | %            | Voix        | %           | Sièges |  |
| -------------- | --------------------------------- | ------------ | ------------ | ----------- | ----------- | ------ |  |
|                | Parti socialiste                  | 43 512       | 32,91        | 48 268      | 45,00       | 1      |  |
|                | Europe Écologie Les Verts         | 3 393        | 2,57         |             |             | 0      |  |
|                | Majorité présidentielle           | 46 905       | 35,47        | 48 268      | 45,00       | 1      |  |
|                |                                   |              |              |             |             |        |  |
|                | Union pour un mouvement populaire | 37 479       | 28,34        | 43 262      | 40,33       | 1      |  |
|                | Divers droite dont DLR et PCD     | 3 596        | 2,72         |             |             | 0      |  |
|                | Parti radical                     | 1 037        | 0,78         | 0           |             |        |  |
|                | Nouveau centre                    | 991          | 0,75         | 0           |             |        |  |
|                | Droite parlementaire              | 43 103       | 32,60        | 43 262      | 40,33       | 1      |  |
|                |                                   |              |              |             |             |        |  |
|                | Front national                    | 19 439       | 14,70        |             |             | 0      |  |
|                | Front de gauche                   | 19 080       | 14,43        | 15 742      | 14,67       | 1      |  |
|                | Mouvement démocrate               | 2 040        | 1,54         |             |             | 0      |  |
|                | Extrême gauche dont LO et POI     | 1 667        | 1,26         | 0           |             |        |  |
|                |                                   |              |              |             |             |        |  |
| Inscrits       | Inscrits                          | 230 934      | 100,00       | 230 787     | 100,00      | 3      |  |
| Abstentions    | Abstentions                       | 95 946       | 41,55        | 111 699     | 48,4        |        |  |
| Votants        | Votants                           | 134 988      | 58,45        | 119 088     | 51,6        |        |  |
| Blancs et nuls | Blancs et nuls                    | 2 754        | 2,04         | 11 816      | 9,92        |        |  |
| Exprimés       | Exprimés                          | 132 234      | 97,96        | 107 272     | 90,08       |        |  |

### Résultats par circonscription

#### Première circonscription (Bourges - Aubigny-sur-Nère)
| Candidat       | Candidat                   | Parti          | Premier tour | Premier tour | Second tour | Second tour |  |
| Candidat       | Candidat                   | Parti          | Voix         | %            | Voix        | %           |  |
| -------------- | -------------------------- | -------------- | ------------ | ------------ | ----------- | ----------- |  |
|                | Yves Fromion sortant réélu | UMP            | 14 546       | 33,89        | 21 058      | 50,52       |  |
|                | Céline Bézoui              | PS             | 13 331       | 31,06        | 20 622      | 49,48       |  |
|                | Danielle Avon              | RBM (FN)       | 5 255        | 12,24        |             |             |  |
|                | Yannick Bedin              | FG (PCF)       | 4 297        | 10,01        |             |             |  |
|                | David Dallois              | Divers droite  | 2 545        | 5,93         |             |             |  |
|                | Philippe Redois            | EÉLV           | 1 061        | 2,47         |             |             |  |
|                | Philippe Bensac            | NC             | 991          | 2,31         |             |             |  |
|                | Jérôme Leroy               | DLR            | 389          | 0,91         |             |             |  |
|                | Sylvie Cerveau             | LO             | 329          | 0,77         |             |             |  |
|                | Marie Avril                | NPA            | 174          | 0,41         |             |             |  |
|                |                            |                |              |              |             |             |  |
| Inscrits       | Inscrits                   | Inscrits       | 73 619       | 100,00       | 73 570      | 100,00      |  |
| Abstentions    | Abstentions                | Abstentions    | 29 918       | 40,64        | 30 242      | 41,11       |  |
| Votants        | Votants                    | Votants        | 43 701       | 59,36        | 43 328      | 58,89       |  |
| Blancs et nuls | Blancs et nuls             | Blancs et nuls | 783          | 1,79         | 1 648       | 3,8         |  |
| Exprimés       | Exprimés                   | Exprimés       | 42 918       | 98,21        | 41 680      | 96,2        |  |

#### Deuxième  circonscription (Vierzon)
| Candidat       | Candidat               | Parti          | Premier tour | Premier tour | Second tour | Second tour |  |
| Candidat       | Candidat               | Parti          | Voix         | %            | Voix        | %           |  |
| -------------- | ---------------------- | -------------- | ------------ | ------------ | ----------- | ----------- |  |
|                | Nicolas Sansu élu      | FG (PCF)       | 10 958       | 28,94        | 15 742      | 100,00      |  |
|                | Agnès Sinsoulier-Bigot | PS             | 10 202       | 26,95        | Retrait     | Retrait     |  |
|                | Maria Crespel          | UMP            | 7 553        | 19,95        |             |             |  |
|                | François Scheid        | RBM (FN)       | 6 222        | 16,43        |             |             |  |
|                | Marie-José Lechelon    | EÉLV           | 1 039        | 2,74         |             |             |  |
|                | Bernadette Guille      | PRV            | 1 037        | 2,74         |             |             |  |
|                | Régis Robin            | LO             | 439          | 1,16         |             |             |  |
|                | Michel Lasserre        | NPA (GA)       | 412          | 1,09         |             |             |  |
|                |                        |                |              |              |             |             |  |
| Inscrits       | Inscrits               | Inscrits       | 70 128       | 100,00       | 70 120      | 100,00      |  |
| Abstentions    | Abstentions            | Abstentions    | 31 301       | 44,63        | 46 578      | 66,43       |  |
| Votants        | Votants                | Votants        | 38 827       | 55,37        | 23 542      | 33,57       |  |
| Blancs et nuls | Blancs et nuls         | Blancs et nuls | 965          | 2,49         | 7 800       | 33,13       |  |
| Exprimés       | Exprimés               | Exprimés       | 37 862       | 97,51        | 15 742      | 66,87       |  |

#### Troisième circonscription (Saint-Amand-Montrond)
| Candidat       | Candidat             | Parti          | Premier tour | Premier tour | Second tour | Second tour |  |
| Candidat       | Candidat             | Parti          | Voix         | %            | Voix        | %           |  |
| -------------- | -------------------- | -------------- | ------------ | ------------ | ----------- | ----------- |  |
|                | Yann Galut élu       | PS             | 19 979       | 38,83        | 27 646      | 55,46       |  |
|                | Louis Cosyns sortant | UMP            | 15 380       | 29,89        | 22 204      | 44,54       |  |
|                | Erwan Le Mintier     | RBM (FN)       | 7 962        | 15,47        |             |             |  |
|                | Nadine Mechin        | FG (PCF) (PG)  | 3 825        | 7,43         |             |             |  |
|                | Michel Mrozek        | CpF (MoDem)    | 2 040        | 3,96         |             |             |  |
|                | Jorge Roig           | EÉLV (MÉI)     | 1 293        | 2,51         |             |             |  |
|                | Mireille Maury       | DLR            | 662          | 1,29         |             |             |  |
|                | Éric Bellet          | LO             | 313          | 0,61         |             |             |  |
|                |                      |                |              |              |             |             |  |
| Inscrits       | Inscrits             | Inscrits       | 87 187       | 100,00       | 87 097      | 100,00      |  |
| Abstentions    | Abstentions          | Abstentions    | 34 727       | 39,83        | 34 879      | 40,05       |  |
| Votants        | Votants              | Votants        | 52 460       | 60,17        | 52 218      | 59,95       |  |
| Blancs et nuls | Blancs et nuls       | Blancs et nuls | 1 006        | 1,92         | 2 368       | 4,53        |  |
| Exprimés       | Exprimés             | Exprimés       | 51 454       | 98,08        | 49 850      | 95,47       |  |